# Campionati del mondo di duathlon long distance del 2005
I Campionati del mondo di duathlon long distance del 2005 si sono tenuti a Barcis, Italia in data 29 maggio 2005.
La gara maschile è stata vinta per la terza volta - dopo le edizioni del 2000 e 2001 - dal belga Benny Vansteelant, mentre quella femminile dall'ungherese Erika Csomor.

## Risultati

### Élite uomini
| Pos. | Atleta                 | Paese       | Corsa   | Bici    | Corsa   | Totale  |
| ---- | ---------------------- | ----------- | ------- | ------- | ------- | ------- |
|      | Benny Vansteelant      | Belgio      | 0:54:59 | 2:04:08 | 0:40:26 | 3:40:59 |
|      | Marcel Zamora          | Spagna      | 0:56:41 | 2:11:00 | 0:36:03 | 3:44:46 |
|      | Mark Mckay             | Regno Unito | 0:56:41 | 2:10:53 | 0:36:57 | 3:45:49 |
| 4    | Armand Van Der Smissen | Paesi Bassi | 0:56:41 | 2:11:01 | 0:37:30 | 3:46:20 |
| 5    | Dirk Strothmann        | Germania    | 0:58:44 | 2:09:02 | 0:38:33 | 3:47:43 |
| 6    | Simon Jensen           | Danimarca   | 0:59:53 | 2:09:32 | 0:38:32 | 3:49:21 |
| 7    | Koen Maris             | Belgio      | 0:58:37 | 2:09:08 | 0:40:17 | 3:49:29 |
| 8    | Fausto Dotti           | Italia      | 0:58:38 | 2:09:05 | 0:40:29 | 3:49:52 |
| 9    | Alesandro Santamarta   | Spagna      | 0:57:22 | 2:12:47 | 0:38:54 | 3:50:04 |
| 10   | Franck Ronco           | Francia     | 0:58:39 | 2:09:18 | 0:42:00 | 3:51:15 |
| 11   | Greg Watson            | Stati Uniti | 0:58:36 | 2:11:18 | 0:40:13 | 3:51:45 |
| 12   | Nicolas Capoferri      | Francia     | 0:57:56 | 2:12:37 | 0:41:59 | 3:53:53 |
| 13   | Aksel Nielsen          | Danimarca   | 0:59:20 | 2:14:18 | 0:39:03 | 3:53:53 |
| 14   | Luca Nascimbeni        | Italia      | 0:59:57 | 2:13:20 | 0:39:30 | 3:54:45 |
| 15   | Sebastian Retzlaff     | Germania    | 1:01:37 | 2:09:37 | 0:41:51 | 3:55:06 |
| 16   | Miquel Capo            | Spagna      | 0:57:23 | 2:18:07 | 0:38:19 | 3:55:10 |
| 17   | Peter Norby            | Danimarca   | 1:00:05 | 2:14:03 | 0:40:01 | 3:55:40 |
| 18   | Phil Mosley            | Regno Unito | 1:00:17 | 2:11:30 | 0:44:31 | 3:57:33 |
| 19   | Massimo Torsani        | Italia      | 0:59:56 | 2:15:18 | 0:40:42 | 3:57:34 |
| 20   | Greg Krause            | Stati Uniti | 1:00:09 | 2:11:55 | 0:44:10 | 3:57:49 |
| 21   | Hans Fischer           | Danimarca   | 1:01:41 | 2:12:33 | 0:42:33 | 3:58:10 |
| 22   | Le Roy Popowski        | Stati Uniti | 0:57:55 | 2:12:48 | 0:46:13 | 3:58:30 |
| 23   | Nico Huyberechts       | Belgio      | 1:00:09 | 2:14:31 | 0:43:16 | 3:59:39 |
| 24   | Martin Yelling         | Regno Unito | 0:58:30 | 2:18:44 | 0:41:17 | 4:00:03 |
| 25   | Bernd Weis             | Germania    | 1:00:30 | 2:19:16 | 0:39:37 | 4:00:39 |
| 26   | David Benton           | Regno Unito | 0:58:27 | 2:20:09 | 0:42:24 | 4:02:17 |
| 27   | Eoin Oconnell          | Irlanda     | 1:02:13 | 2:17:30 | 0:41:35 | 4:02:42 |
| 28   | Dave Brown             | Regno Unito | 1:00:32 | 2:15:21 | 0:45:20 | 4:02:43 |
| 29   | Tom Jeffrey            | Stati Uniti | 0:57:10 | 2:17:13 | 0:46:46 | 4:02:47 |
| 30   | Soren Bystrup          | Danimarca   | 1:02:20 | 2:13:15 | 0:47:41 | 4:04:28 |
| 31   | Marc Pschebizin        | Germania    | 1:00:26 | 2:21:36 | 0:42:26 | 4:05:59 |
| 32   | Gabor Dengel           | Ungheria    | 1:01:05 | 2:25:17 | 0:40:05 | 4:08:47 |
| 33   | Ryo Hase               | Giappone    | 0:56:50 | 2:30:53 | 0:41:31 | 4:11:03 |
| 34   | Sebastien Sottiaux     | Belgio      | 1:02:56 | 2:18:01 | 0:51:25 | 4:13:56 |
| 35   | Tim Luchinske          | Stati Uniti | 1:01:33 | 2:26:03 | 0:44:11 | 4:14:08 |
| 36   | Kim Nielsen            | Danimarca   | 1:01:11 | 2:24:21 | 0:48:05 | 4:14:53 |
| 37   | Stephen Courtney       | Sudafrica   | 1:00:10 | 2:29:24 | 4:23:28 | 4:25:02 |

### Élite donne
| Pos. | Atleta                 | Paese         | Corsa   | Bici    | Corsa   | Totale  |
| ---- | ---------------------- | ------------- | ------- | ------- | ------- | ------- |
|      | Erika Csomor           | Ungheria      | 1:05:16 | 2:25:25 | 0:42:32 | 4:14:33 |
|      | Ulrike Schwalbe        | Germania      | 1:05:14 | 2:25:16 | 0:42:42 | 4:14:40 |
|      | Annie Emmerson         | Regno Unito   | 1:05:14 | 2:25:50 | 0:44:11 | 4:16:40 |
| 4    | Tamara Kozulina        | Ucraina       | 1:05:10 | 2:25:55 | 0:45:38 | 4:18:07 |
| 5    | Yvonne Van Vlerken     | Paesi Bassi   | 1:05:16 | 2:26:59 | 0:44:55 | 4:18:47 |
| 6    | Nicole Klingler        | Liechtenstein | 1:07:44 | 2:28:39 | 0:45:37 | 4:23:29 |
| 7    | Ana Casares            | Spagna        | 1:06:58 | 2:33:51 | 0:42:44 | 4:24:58 |
| 8    | Andrea Ratkovic        | Stati Uniti   | 1:12:31 | 2:25:14 | 0:47:54 | 4:27:46 |
| 9    | Mariska Kramer-Postma  | Paesi Bassi   | 1:05:18 | 2:35:46 | 0:47:10 | 4:29:43 |
| 10   | Reka Brassay           | Ungheria      | 1:05:15 | 2:36:17 | 0:46:53 | 4:30:07 |
| 11   | Inmazulada Pereiro     | Spagna        | 1:05:15 | 2:36:08 | 0:47:58 | 4:30:48 |
| 12   | Jacqueline Uebelhart   | Svizzera      | 1:09:00 | 2:34:56 | 0:48:30 | 4:34:11 |
| 13   | Sara Gross             | Regno Unito   | 1:07:49 | 2:42:40 | 0:44:03 | 4:36:09 |
| 14   | Michelle Parsons       | Regno Unito   | 1:08:51 | 2:38:46 | 0:47:09 | 4:36:26 |
| 15   | Anissa Seguin          | Stati Uniti   | 1:13:35 | 2:33:23 | 0:49:57 | 4:39:00 |
| 16   | Anne Paul              | Irlanda       | 1:09:15 | 2:43:24 | 0:46:23 | 4:40:36 |
| 17   | Bianca Simpson         | Nuova Zelanda | 1:13:11 | 2:34:08 | 0:51:21 | 4:40:45 |
| 18   | Kathy Kasischke        | Stati Uniti   | 1:09:05 | 2:41:00 | 0:49:07 | 4:40:50 |
| 19   | Maria Elisabeth Penker | Austria       | 1:08:07 | 2:43:55 | 0:46:33 | 4:41:13 |
| 20   | Marjan Huizing         | Stati Uniti   | 1:11:31 | 2:41:34 | 0:47:56 | 4:43:34 |
| 21   | Susanne Svendsen       | Danimarca     | 1:11:18 | 2:41:17 | 0:52:42 | 4:46:54 |